# گروه دامن
گروه دامن (انگلیسی: Damen Group) شرکت صنایع جنگ‌افزاری و کشتی‌سازی هلندی است، که در سال ۱۹۲۷ توسط ماریوس دامن تأسیس شد.